# IC 275/2
IC 275/2 је галаксија у сазвијежђу Персеј која се налази на листи објеката дубоког неба у Индекс каталогу.
Деклинација објекта је + 44° 20' 46" а ректасцензија 3h 0m 55,9s. Привидна величина (магнитуда) објекта IC 275 износи 16,5 а фотографска магнитуда 17,5. IC 2752 је још познат и под ознакама 5ZW 309, PGC 11388.